# Cena Hansely Miethové

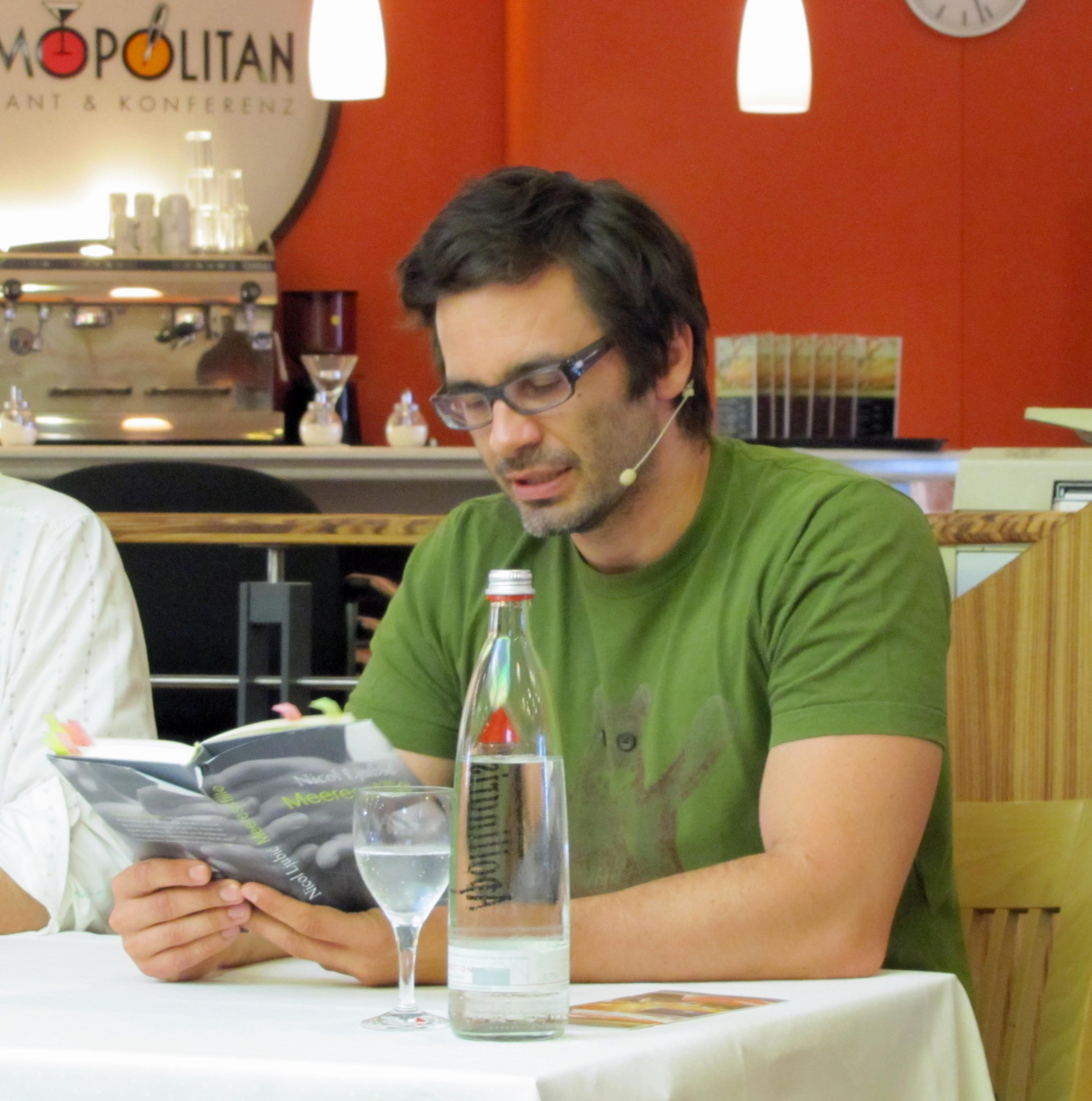
Nicol Ljubic získal cenu v roce 1999

Cena Hansely Miethové (německy Hansel-Mieth-Preis) je knižní cena německých fotoreportérů udělovaná od roku 1998 na počest americké novinářské fotografky německého původu Hansely Miethové. Cena je dotována ve výši 6 000 euro a mohou ji získat novináři a fotožurnalisté za vynikající díla v německých tištěných médiích.

## Seznam vítězů
- 1998: Kai Wiedenhöfer (fotografie), Stefanie Rosenkranz (text)
- 1999: Andreas Herzau (fotografie), Nicol Ljubic (text)
- 2000: Vincent Kohlbecher (fotografie), Antje Potthoff (text)
- 2001: Matthias Jung (fotografie), Uwe Buse (text)
- 2002: Paolo Pellegrin (fotografie), Petra Reski (text)
- 2003: Walter Schels (fotografie), Beate Lakotta (text)
- 2004: Dirk Eisermann (fotografie), Christian Schüle (text)
- 2005: Francesco Zizola (fotografie), Von Dimitri Ladischensky (text)
- 2006: Cena nebyla udělena
- 2007: Hienz Heiss (fotografie), Christine Keck (text)
- 2008: Daniel Rosenthal (fotografie), Wolfgang Bauer (text)
- 2009: Luca Zanetti (fotografie), Roland Schulz (text) a Cira Moro (fotografie), Stefan Scheytt (text)[1]
- 2010: Marcus Bleasdale (fotografie), Andrea Böhm (text)
- 2011: David Gillanders (fotografie), Susanne Krieg (text)
- 2012: Monika Fischer a Mathias Braschler (foto), Cornelia Fuchs a Uli Rauss (text)
- 2013: Jan Christoph Wiechmann (foto) / Seamus Murphy (text)
- 2014: Takis Würger / Armin Smailovic
- 2015: Patrick Bauer / Andy Kania
- 2016: Navid Kermani / Moises Saman
- 2017: Daniel Etter (text a fotografie)
- 2018: Christoph Gertsch a Michael Krogerus (text), Julian Baumann (fotografie)[2]
- 2019: Jan Christoph Wiechmann (text) a Federico Rios (fotografie)
- 2020: Dominik Stawski / Patrick Junker
- 2021: Anonymous / Anonymous
- 2022: Amonte Josefine Schröder-Jürss / Andreas Reiner
- 2023: Rudi Novotny / Anne Morgenstern
- 2024: Text: Christoph Reuter, foto: Johanna-Maria Fritz, Der Spiegel 6/2023[3]
- 2025: